# سيلفش
سيلفش (بالإنجليزية: Sailfish) هو نظام تشغيل للهواتف المحمولة مبني على نظام تشغيل لينكس، مبرمج من قبل جولا (بالإنجليزية: Jolla) بالتعاون مع مشروع ودعما من اتحاد سيلفش. سيستعمل في الأجهزة الذكية القادمة من جولا. بالرغم من أنه موجه بشكل أولي للهواتف المحمولة فإنه قد يدعم أنواع أخرى من الأجهزة.

## المعمارية
النظام مبني على نواة لينكس ومير، بالإضافة إلى أن النظام يتضمن جزئيا أو كليا واجهة مستخدم متعددة المهام
مملوكة مبرمجة من جولا